# Scolopia
Scolopia är ett släkte av videväxter. Scolopia ingår i familjen videväxter.

## Bildgalleri

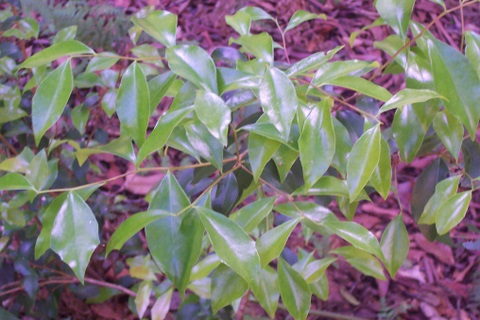
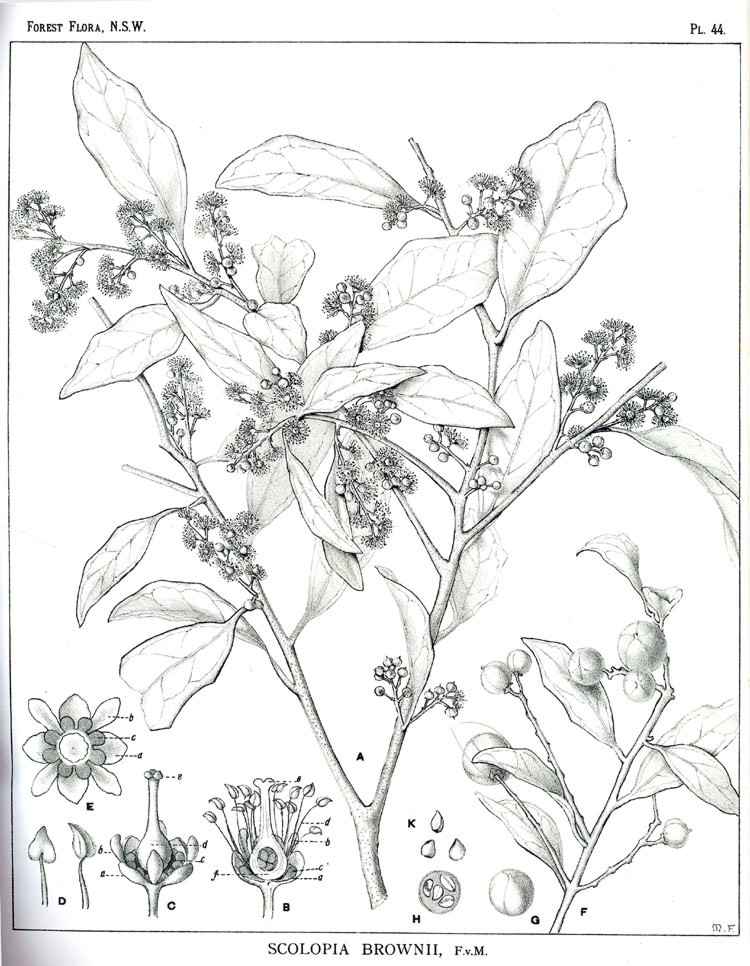
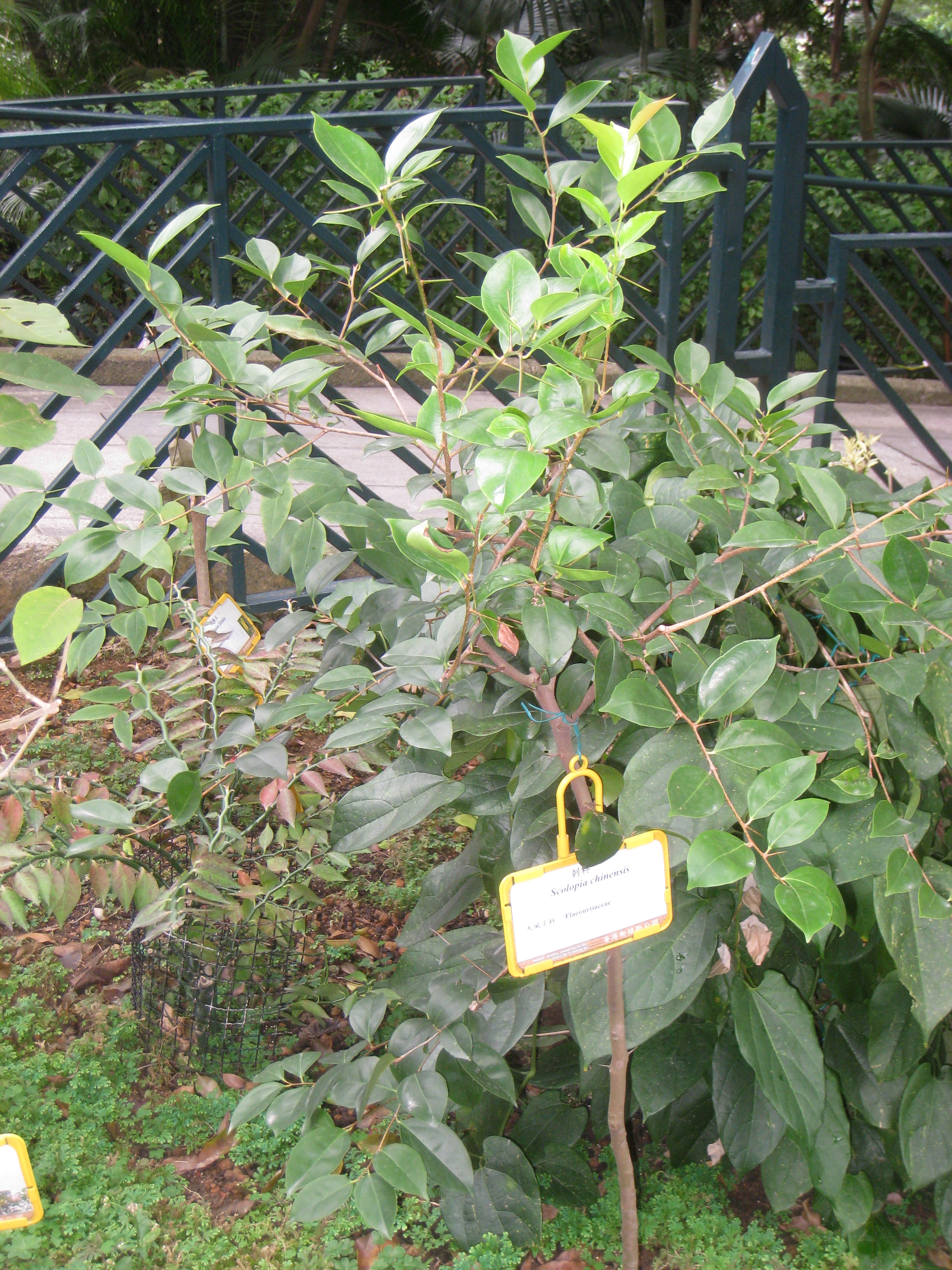
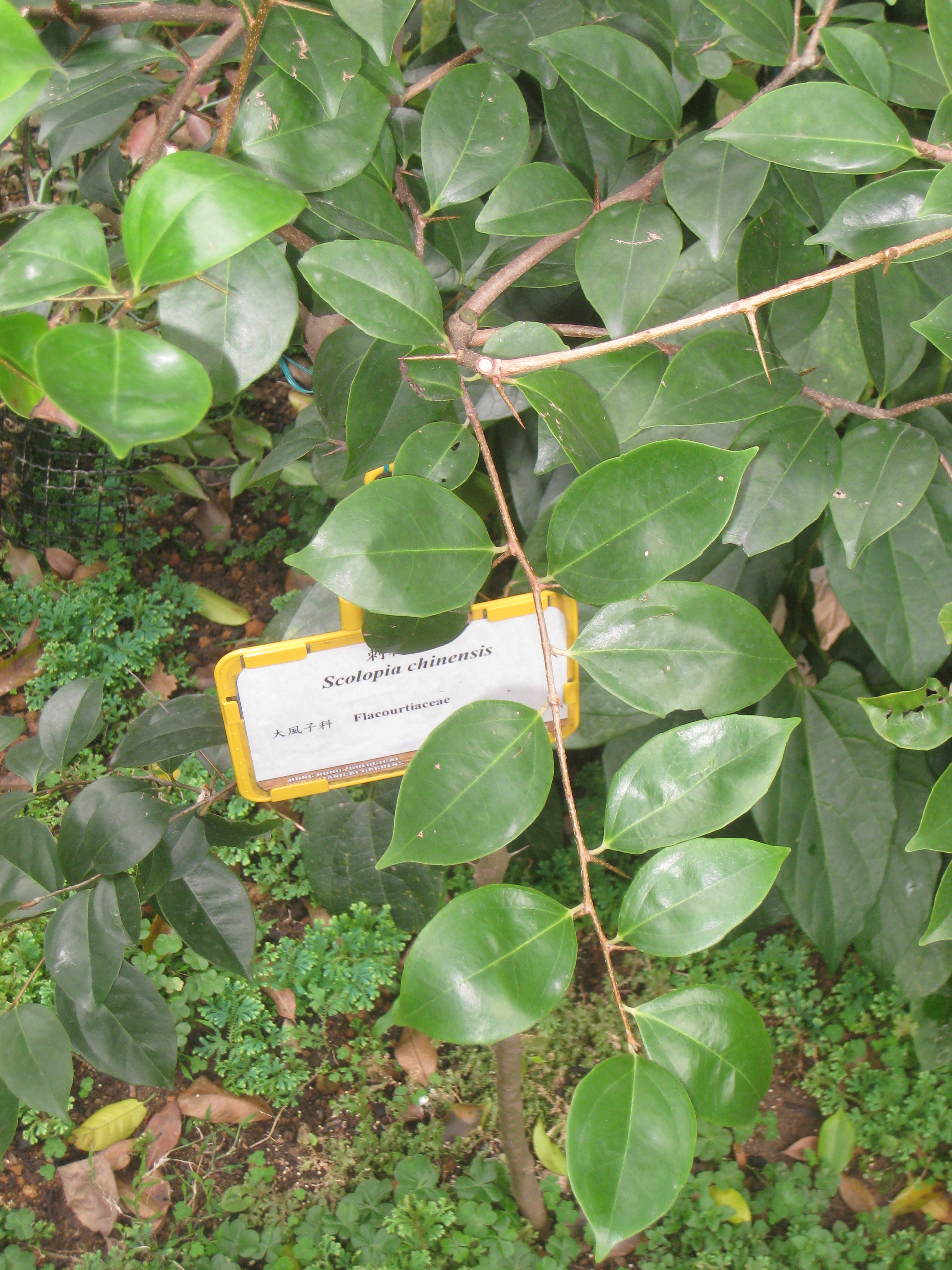
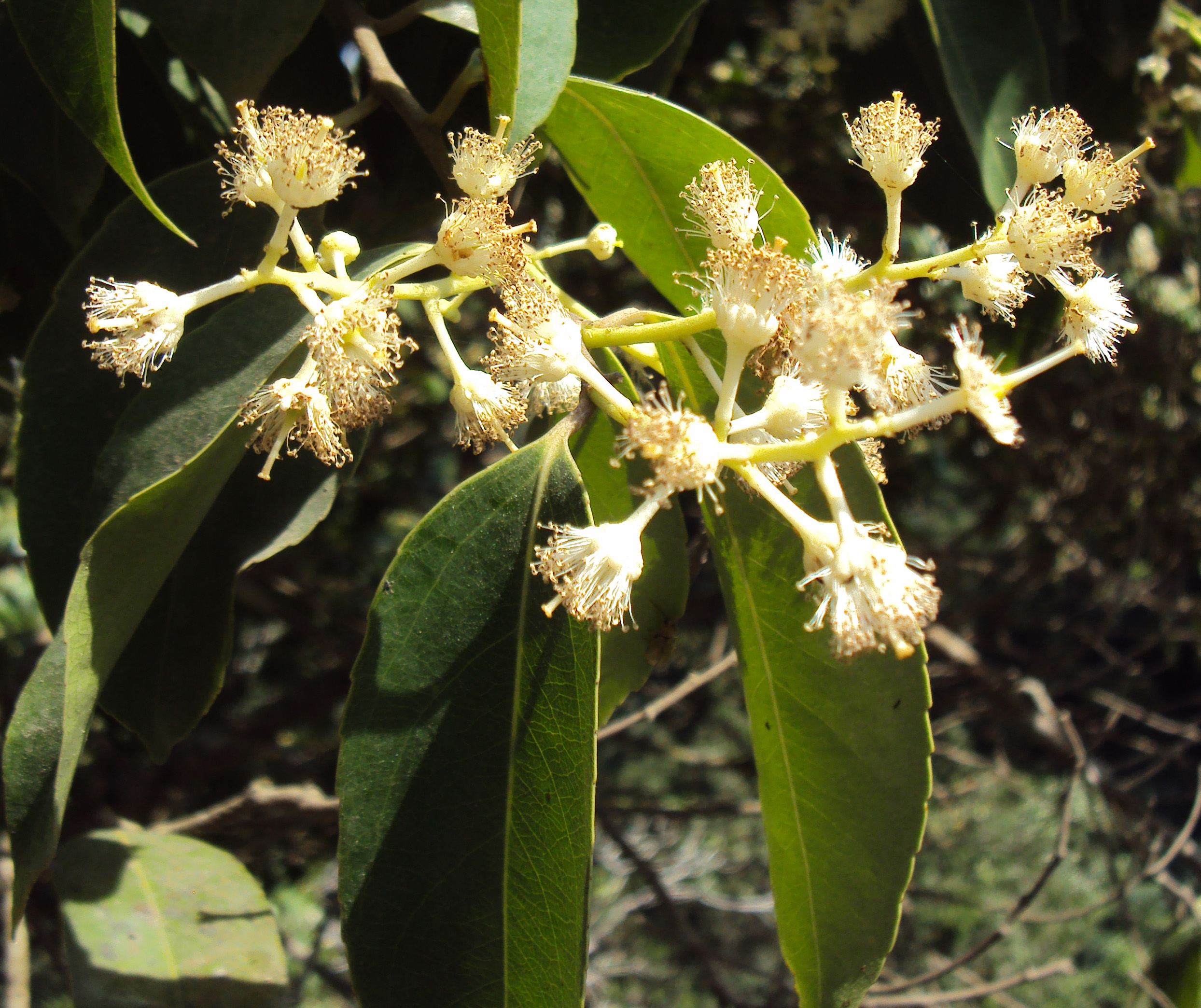
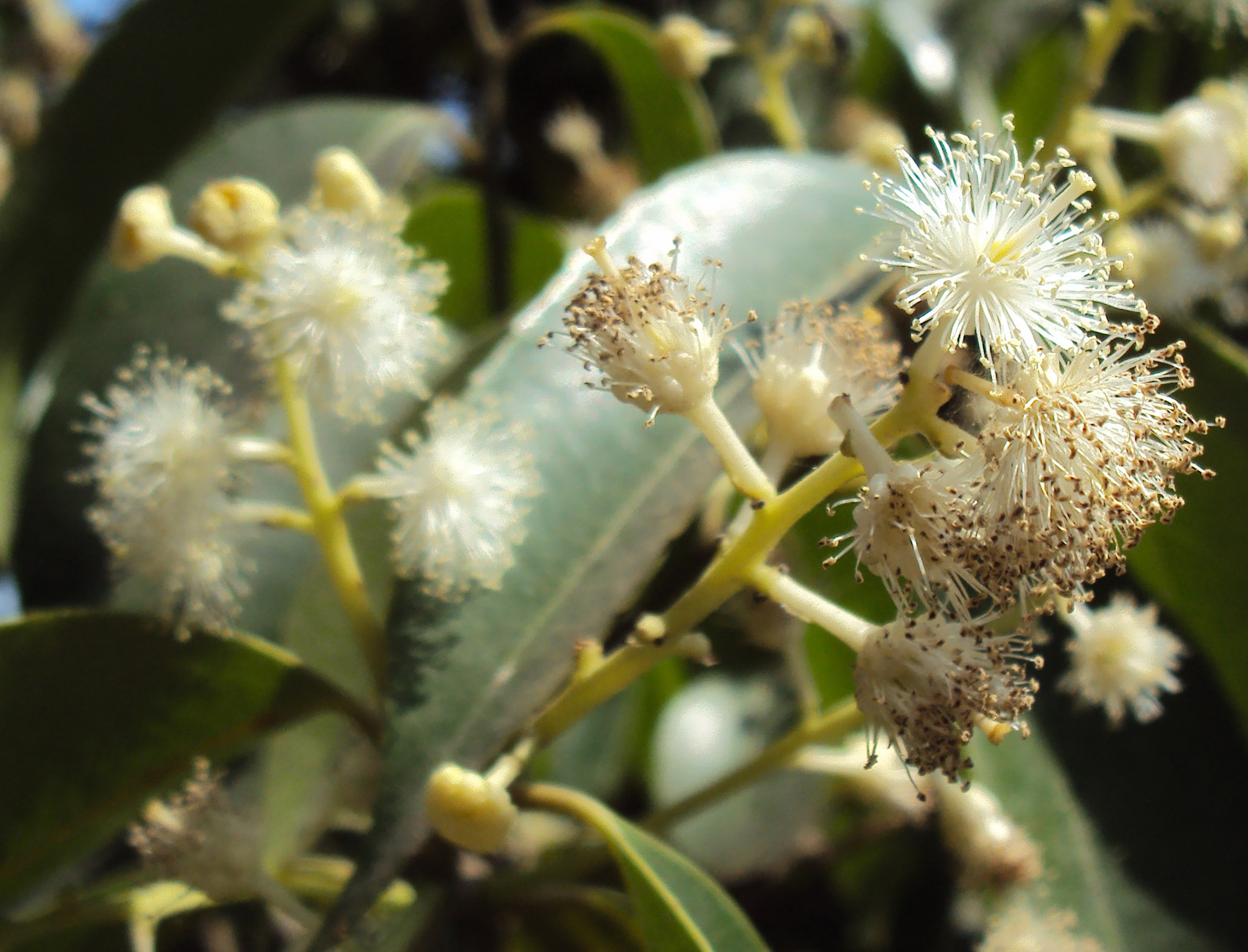

## Dottertaxa tillScolopia, i alfabetisk ordning[1]
- Scolopia acuminata
- Scolopia braunii
- Scolopia buxifolia
- Scolopia calcicola
- Scolopia chinensis
- Scolopia closii
- Scolopia coriacea
- Scolopia crassipes
- Scolopia crenata
- Scolopia erythrocarpa
- Scolopia flanaganii
- Scolopia germainii
- Scolopia hazomby
- Scolopia heterophylla
- Scolopia inappendiculata
- Scolopia kermodei
- Scolopia louveli
- Scolopia lucida
- Scolopia luzonensis
- Scolopia macrophylla
- Scolopia madagascariensis
- Scolopia manongarivae
- Scolopia maoulidae
- Scolopia meridionalis
- Scolopia montana
- Scolopia mundii
- Scolopia nitida
- Scolopia novo-guineensis
- Scolopia oldhamii
- Scolopia oreophila
- Scolopia orientalis
- Scolopia parkinsonii
- Scolopia pusilla
- Scolopia rhamniphylla
- Scolopia saeva
- Scolopia septentrionalis
- Scolopia spinescens
- Scolopia spinosa
- Scolopia steenisiana
- Scolopia stolzii
- Scolopia taimbarina
- Scolopia theifolia
- Scolopia thouvenoti
- Scolopia urschii
- Scolopia zeyheri